# Antonio Ejarque Pina
Antonio Ejarque Pina (Aragó, ? - 1983) fou un anarcosindicalista aragonès. Milità en la CNT des dels anys 1920 i l'agost de 1930 fou president de la comissió del sindicat de la CNT a Saragossa. El 1931 fou delegat del Sindicat del Metall de Saragossa al Congrés de Madrid de la CNT i membre del Comitè Regional d'Aragó. També s'encarregà de l'administració de la revista llibertària Cultura y Acción.
Formà part del Comitè Nacional Revolucionari de la CNT durant la revolució de gener de 1933 amb Isaac Puente Amestoy, Buenaventura Durruti i Cipriano Mera. Després fou empresonat a Burgos fins a abril de 1934.
El cop d'estat del 18 de juliol de 1936 el va sorprendre a Saragossa, on s'oposà a les intencions de Miguel Chueca Cuartero de reclamar armes al governador civil i atacar immediatament als militars colpistes a les casernes. Aconseguí fugir i passar a la zona republicana. El març de 1937 va signar amb Miguel Vallejo i Manuel López un pacte d'unió revolucionària entre els Comitès Regionals d'Aragó de la CNT i la UGT. Alhora, marxà cap al front com a comissari general de la 25a Divisió dirigida per Miguel García Vivancos. L'octubre de 1938 fou nomenat inspector del XVI Cos de l'Exèrcit Popular de la República i redactà un informe després de la batalla de Terol denunciant les maniobres comunistes d'evitar a la seva divisió abastir-se d'armament.
En acabar la guerra civil espanyola fou fet presoner i internat al camp d'Albatera. Alliberat més tard, participà en els activitats clandestines de la CNT, de tal manera que el maig de 1946 fou nomenat delegat a l'exterior de l'Aliança Nacional de Forces Democràtiques. Durant uns mesos va viure a París com a representant de l'ANFD. El 1947 fou nomenat secretari de defensa del Comitè de la CNT. El 22 de maig de 1947 fou nomenat Secretari General de la CNT quan fou arrestat Enric Marco Nadal. Tanmateix, ell mateix fou arrestat a Madrid el 17 d'agost de 1947 i fou substituït per Manuel Villar Mingo, qui havia estat alliberat unes setmanes abans.
El 8 de maig de 1948 formà part del grup de 12 militants cenetistes fugats del penal d'Ocaña (entre ells Eusebio Azañedo Grande, Francisco Romero Gamis, German Horcajada Manzanares, Juan José Caba Pedraza, José Yañez i Francisco García Nieto). Tots foren capturats novament, però Antonio Ejarque i Francisco Romero Gamis aconseguiren arribar a França el 18 de maig. El 1950 fou nomenat delegat del Comitè Nacional de la CNT a l'exterior i subsecretari del Subcomitè Nacional del grup de tendència col·laboracionista (partidaris de col·laborar en els governs de la Segona República Espanyola en l'exili.